# Nederlandse Vereniging voor een Vrijwillig Levenseinde
De Nederlandse Vereniging voor een Vrijwillig Levenseinde, tot 2006: Nederlandse Vereniging voor Vrijwillige Euthanasie (NVVE), is een Nederlandse vereniging met als primaire doelstelling het bespreekbaar maken van euthanasie. De NVVE spreekt liever van een vrijwillig levenseinde, anderen spreken van geassisteerde levensbeëindiging of zelfdoding. Daarbij probeert men de dood-op-verzoek maatschappelijk aanvaardbaar te maken en ook rechten en plichten op te nemen in de Nederlandse wetgeving. De vereniging streeft naar erkenning als mensenrecht dat mensen kunnen kiezen voor een vrijwillig levenseinde en hulp daarbij kunnen krijgen.
De NVVE werd op 23 februari 1973 in het Friese Vinkega opgericht door het echtpaar Jaap Sybrandy en Klazien Alberda. Directe aanleiding tot de oprichting was de zaak-Postma. De Friese huisarts Truus Postma werd door het Openbaar Ministerie voor het gerecht gedaagd omdat zij op 19 oktober 1971 haar terminaal zieke moeder een dodelijke dosis morfine had toegediend. Hiertoe was zij gekomen omdat haar moeders verzoek tot euthanasie meerdere keren was afgewezen. Dorpsgenoten van de huisarts begonnen een handtekeningenactie waarna de zaak landelijk - en internationaal - bekend werd. De rechtszaak was een grote euthanasiezaak en startte de euthanasiediscussie in Nederland.
Na meer dan 30 jaar strijden bereikte de NVVE een van haar voornaamste doelstellingen met het op 1 april 2002 in werking treden van de Wet toetsing levensbeëindiging op verzoek en hulp bij zelfdoding. De vereniging vindt dat er naast deze medische route (hulp van een arts) er ook een hulpverlenersroute mogelijk moet worden in Nederland en dat er een gereguleerd, betrouwbaar stervensmiddel moet komen (pil van Drion, Middel X). Ook heeft de vereniging het gedachtegoed van het burgerinitiatief Uit Vrije Wil overgenomen, die hebben gepleit voor het mogelijk maken van hulp bij euthanasie door hulpverleners (niet-artsen). De NVVE staat voor het zelfbeschikkingsrecht op een waardig levenseinde. Sinds 2025 geeft de vereniging de niet-reanimerenpenning uit. 
De NVVE heeft ruim 177.000 leden (2025), met 35 medewerkers op het kantoor in Amsterdam die samenwerken met 150 vrijwilligers door het hele land. De vereniging is financieel onafhankelijk en ontvangt geen overheidssubsidies; de financiering komt geheel uit donaties, legaten en contributies van leden.[1]
De Raad van Bestuur staat onder leiding van Fransien van ter Beek, de Raad van Toezicht wordt voorgezeten door prof. mr. dr. M.J. (Job) Cohen. (2025).